# Čechyně
Čechyně (německy Tschechen) je vesnice, část města Rousínova. Leží severovýchodně od Rousínova a 12 km jihozápadně od Vyškova, v nadmořské výšce 235 m n. m.

## Název
Jméno vesnice bylo odvozeno od osobního jména Čech (to buď označovalo obyvatele české země nebo to byla domácká podoba některého jména začínajícího na Če- (např. Čěslav, Čěmysl, Čěrad)) a znamenalo "Čechova ves". Německé jméno vzniklo z českého nářečního Čecheň.

## Historie
První písemná zmínka o Čechyni pochází z roku 1350. Náležela původně k panství hradu Vildenberka, který stával u Pozořic. Uprostřed obce byl koncem 18. století postaven klasicistní zámeček sloužící brněnským augustiniánům jako letní sídlo. Čechyně bývala ulicovka, ovšem s úzce trojúhelníkovou návsí v severní části, kde usedlosti na sebe těsně navazovaly a postupně, jak se náves rozšiřovala, každý statek se o kousek posunul. Jižní část za potokem Rakovec je nejstarší částí obce. Do roku 1945 byla Čechyně součástí německého jazykového ostrůvku na Vyškovsku.

## Obyvatelstvo

### Struktura
Vývoj počtu obyvatel za celou obec i za jeho jednotlivé části uvádí tabulka níže, ve které se zobrazuje i příslušnost jednotlivých částí k obci či následné odtržení.
| Místní části   | Místní části | 1869 | 1880 | 1890 | 1900 | 1910 | 1921 | 1930 | 1950 | 1961 | 1970 | 1980 | 1991 | 2001 | 2011 |
| -------------- | ------------ | ---- | ---- | ---- | ---- | ---- | ---- | ---- | ---- | ---- | ---- | ---- | ---- | ---- | ---- |
| Počet obyvatel | část Čechyně | 438  | 460  | 438  | 459  | 518  | 555  | 584  | 526  | 508  | 451  | 395  | 365  | 402  | 385  |
| Počet domů     | část Čechyně | 86   | 89   | 90   | 93   | 97   | 98   | 122  | 127  | 128  | 125  | 125  | 144  | 152  | 153  |

## Pamětihodnosti
- Kaple Panny Marie na návsi z 18. století
- barokní socha sv. Jana Nepomuckého z druhé třetiny 18. století.

## Osobnosti
- Julius Wiesner (1838–1916) – botanik a profesor na Vídeňské univerzitě

## Galerie

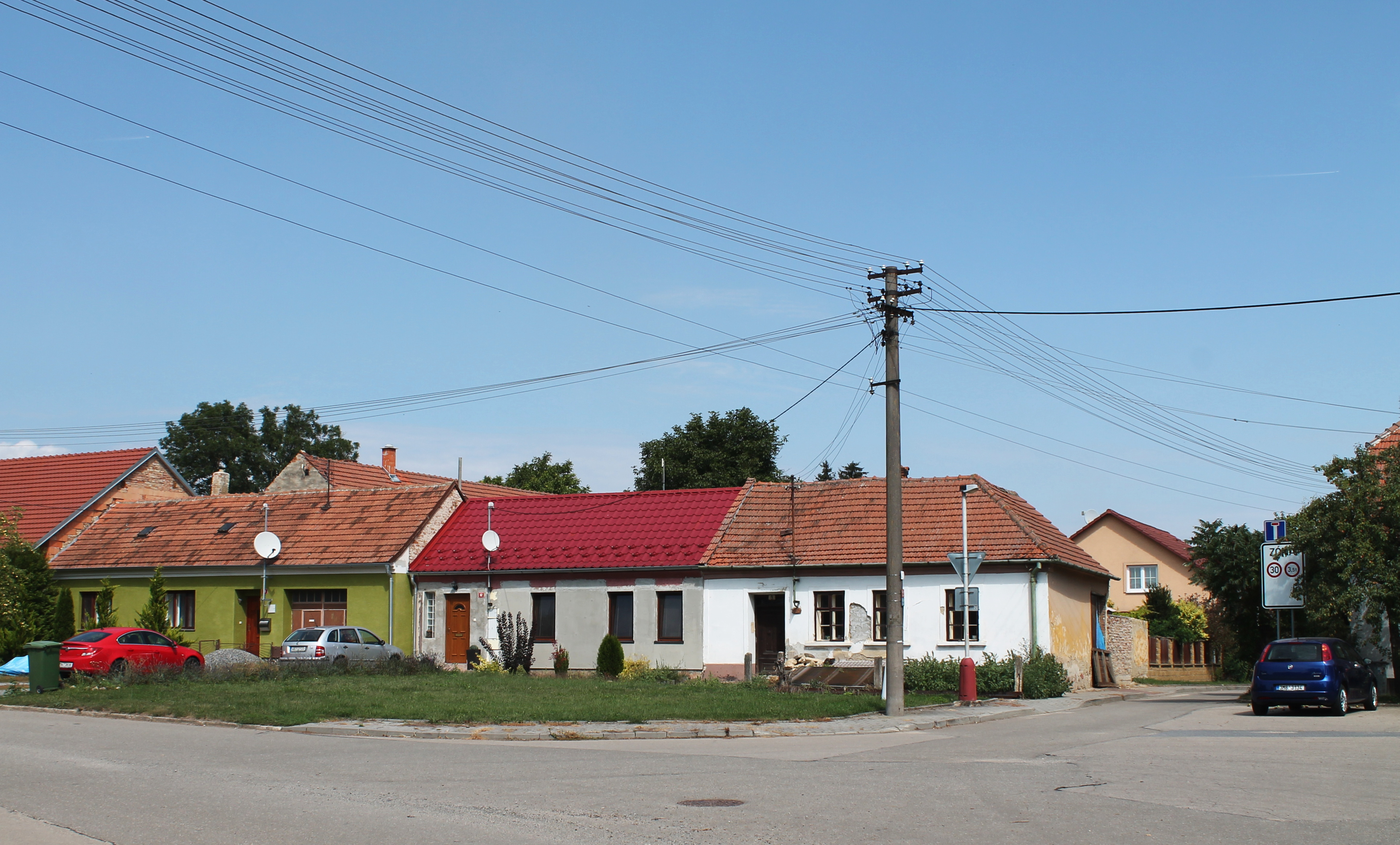
Severní část návsi
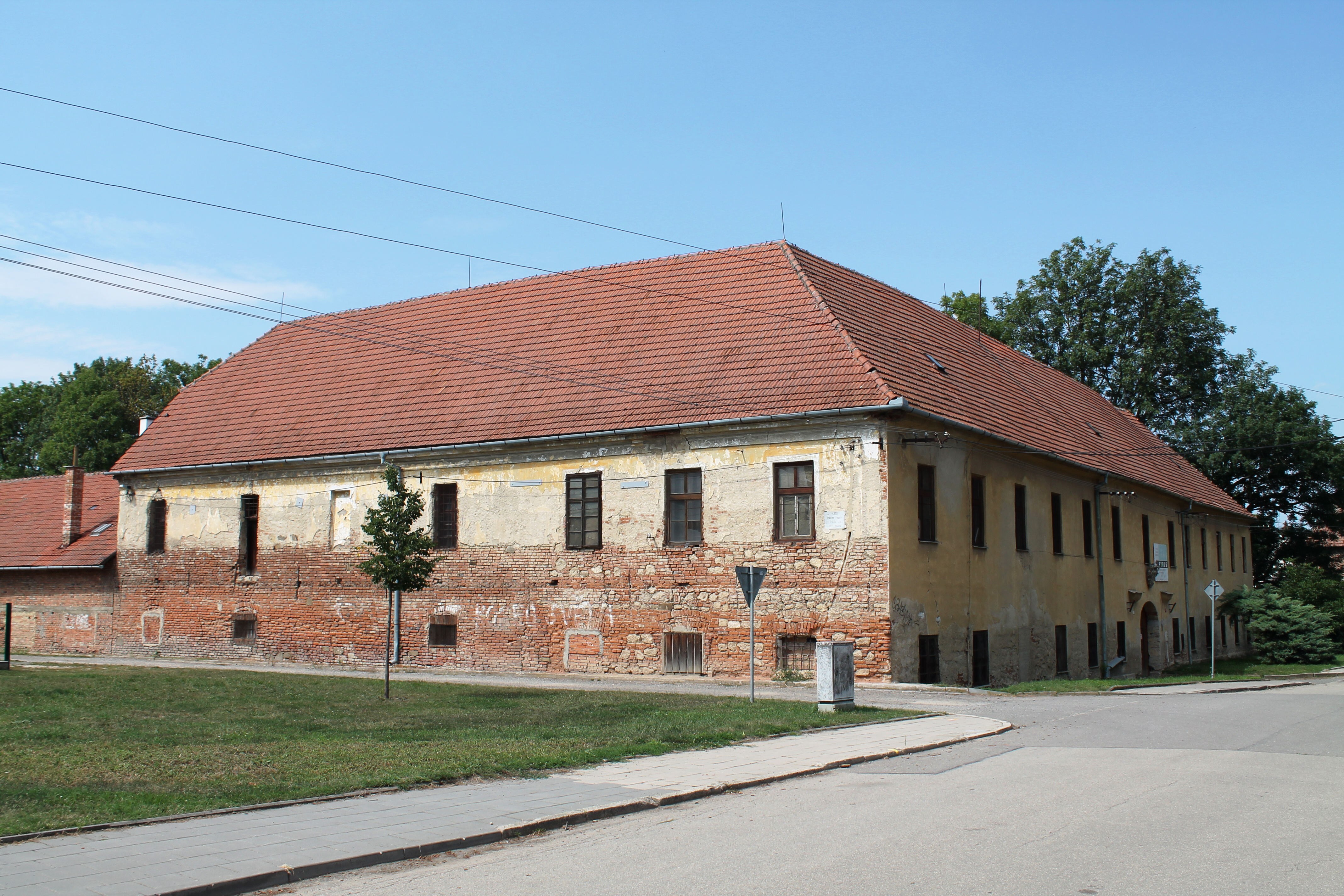
Zámek
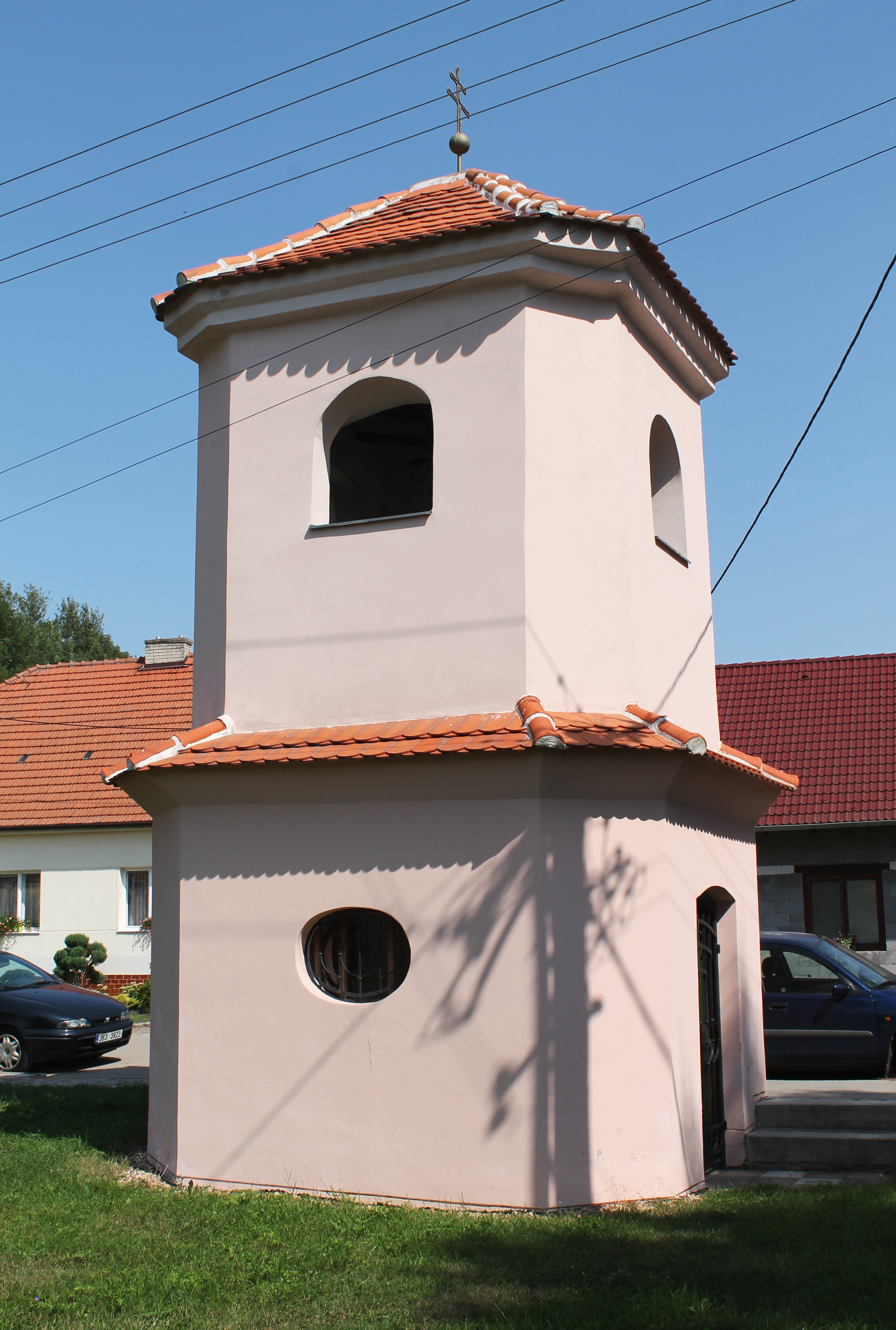
Kaple Panny Marie
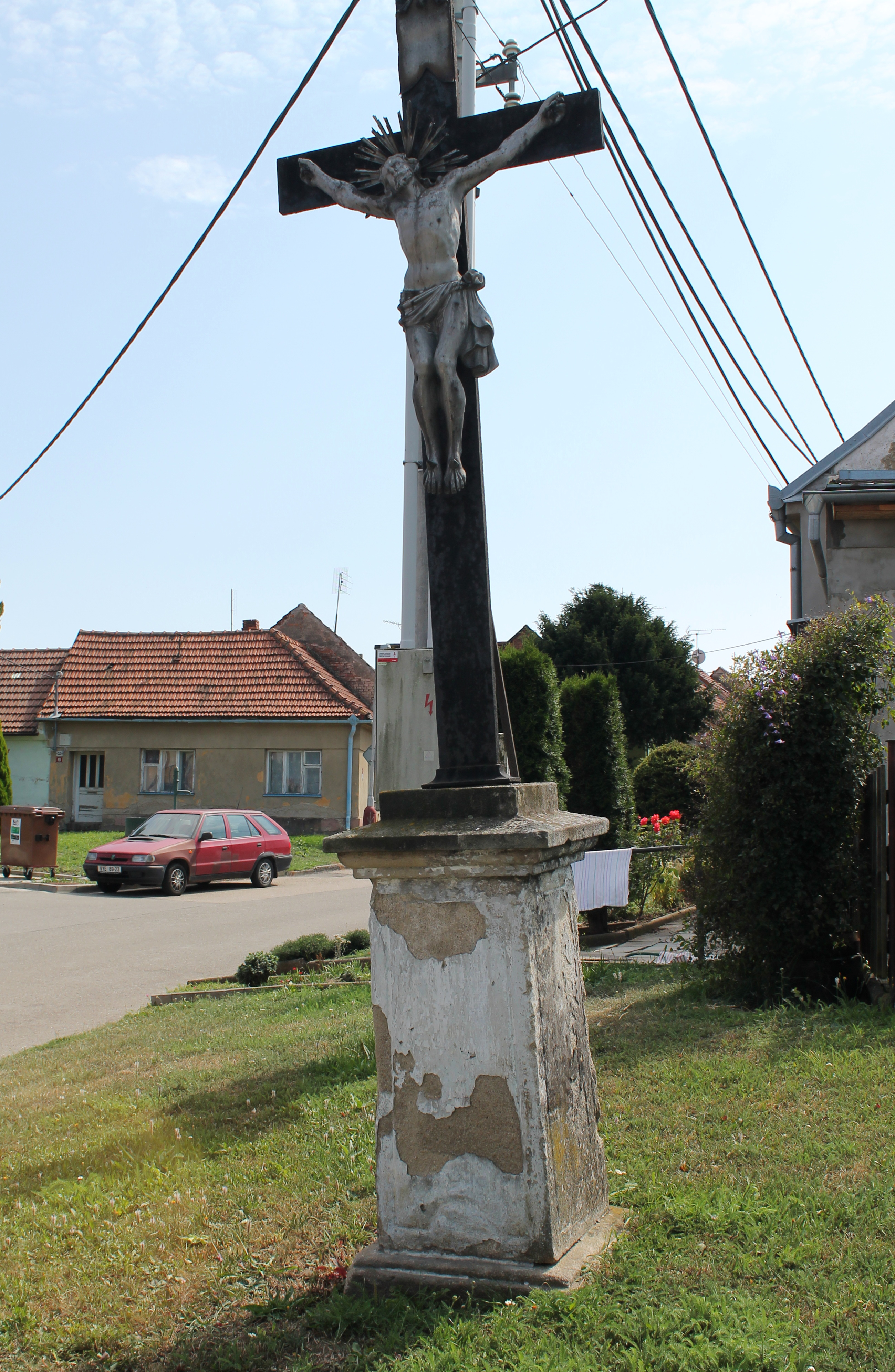
Kříž na křižovatce
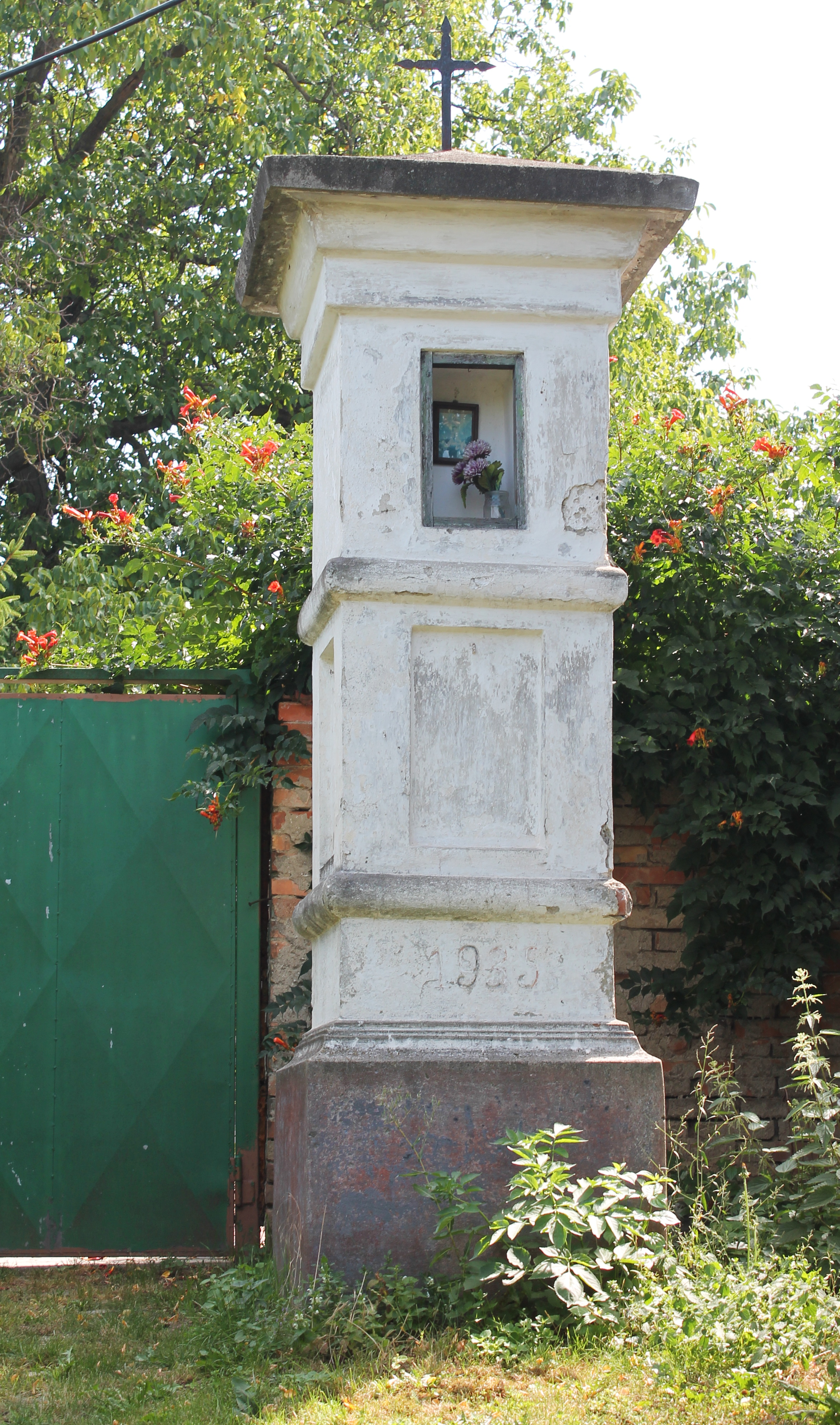
Boží muka za vsí